# Blackfly
Blackfly ist ein kanadischer animierter Kurzfilm von Christopher Hinton aus dem Jahr 1991.

## Handlung
Ein Mann entscheidet sich im Frühling, im Norden Ontarios beim Bau einer Brücke über einen Fluss mitzuhelfen. Die Kriebelmücken der Gegend bringen ihn jedoch an den Rande des Wahnsinns – sie sind überall, sei es unter Wasser oder in Eiern. Selbst die Flucht ins All ist vergeblich. Zerstochen schwört sich der Mann nach Ende der Arbeiten, nie wieder nach Nord-Ontario zu gehen.

## Produktion
Blackfly wurde zum kanadischen Volkslied The Black Fly Song animiert (Refrain: „And the black flies, the little black flies / Always the black fly no matter where you go …“). Wade Hemsworth hatte den Titel 1949 geschrieben, nachdem er in den Wäldern von Nord-Ontario gearbeitet hatte. Er singt den Titel auch im Film. Der Backgroundgesang stammt von den McGarrigle Sisters, Anna und Kate McGarrigle.

## Auszeichnungen
Blackfly wurde 1992 für einen Oscar in der Kategorie „Bester animierter Kurzfilm“ nominiert, konnte sich jedoch nicht gegen Manipulation durchsetzen. Bei den Genie Awards war Blackfly für einen Genie in der Kategorie „Bester animierter Kurzfilm“ nominiert.